# Linda Mertens

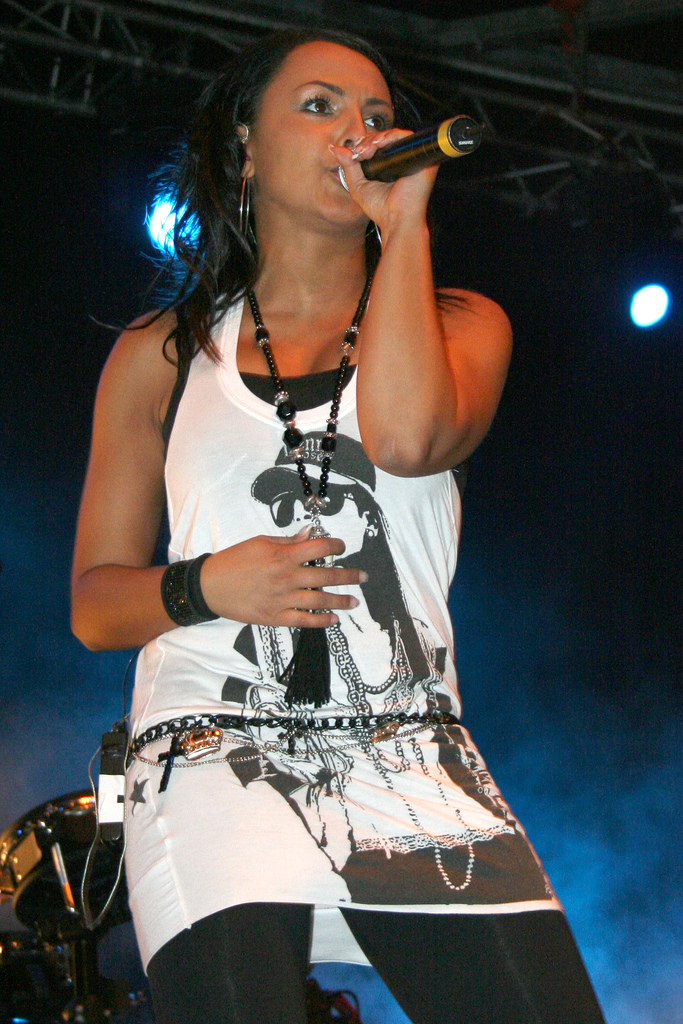
Linda Mertens während eines Auftritts von Milk Inc. bei den Gentse Feesten 2007

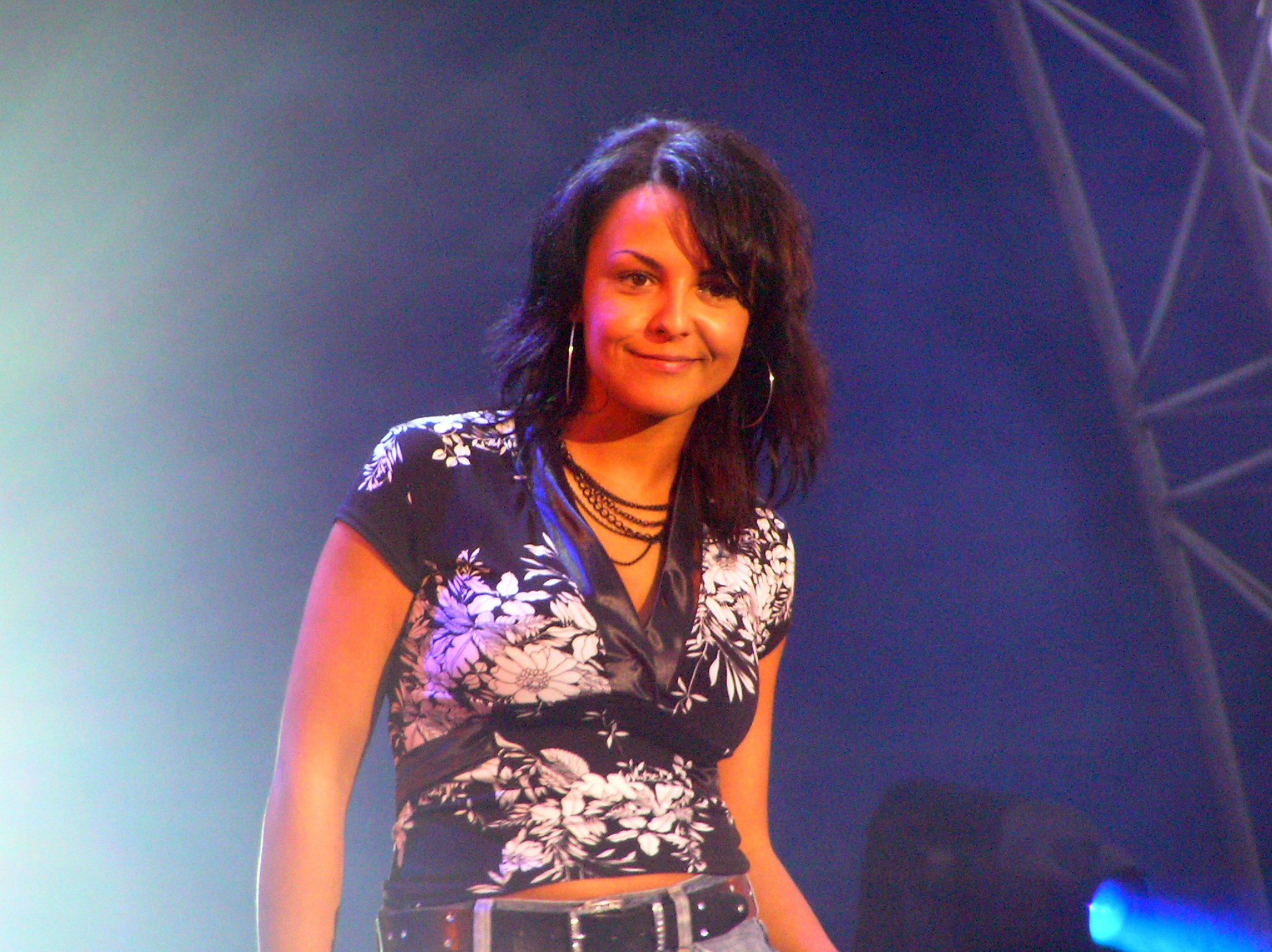
Linda Mertens während eines Auftritts von Milk Inc. 2006

Linda Mertens (* 20. Juli 1978 in Wilrijk, Belgien) ist eine belgische Sängerin. Bekannt ist sie vor allem als Frontfrau der belgischen Dance-Formation Milk Inc.

## Leben
Linda Mertens ist Tochter eines Tunesiers und einer Belgierin. Als sie drei Jahre alt war, ließen sich ihre Eltern scheiden – ihren Vater hat sie danach nie mehr näher kennengelernt. Ihr älterer Bruder Johan verunglückte bei einem Autounfall tödlich. Nach einem Kunststudium und einer zweijährigen Ausbildung zur Frisörin begann sie ein Psychologiestudium, das sie jedoch abbrach.
Die ersten Schritte als Sängerin unternahm Mertens in einer Musikgruppe mit dem Namen „Secret Fantasy“. Der Durchbruch gelang ihr jedoch erst mit der Dance-Formation Milk Inc. Mitte des Jahres 2000 besuchte Mertens den Club „Illusion“ (eine bekannte Diskothek in Lier) und fragte den damaligen Resident-DJ Regi Penxten, ob er nicht eine Sängerin für eines seiner Projekte bräuchte. Mertens wusste nicht, dass Regi nach einer neuen Sängerin für Milk Inc. suchte. Nach einigen Tests wurde sie als neue Sängerin ausgewählt. Seit dem 15. September 2000 ist Mertens die Sängerin und Frontfrau von Milk Inc. – das erste Lied mit ihr war Land Of The Living.
Als Sängerin arbeitet Mertens nicht nur mit Milk Inc. Im Jahr 2001 erschien in Zusammenarbeit mit Esther Sels, Kate Ryan, Maaike Moens (The Quest) und Pascale Feront (Absolom) das Eternal-Cover Oh Baby I. Auf dem Album „Crossroads“ von Sylver aus dem Jahr 2006 singt sie zusammen mit Silvy de Bie das Lied Keep Your Hands. Zusammen mit Jessy de Smet veröffentlichte sie Ende 2007 das Lied Getting Out.
Auf den Supersized-2-Konzerten von Milk Inc. Ende September 2007 zeigte Linda Mertens, dass sie nicht nur singen, sondern auch Schlagzeug spielen kann. Im Jahr 2008 beteiligte sie erstmals am Songwriting: Der Text der Ballade Perfect Lie auf dem Album „Forever“ von Milk Inc. stammt zum größten Teil von ihr.
Nicht zuletzt aufgrund ihres Bekanntheitsgrads als Sängerin von Milk Inc. posierte sie mehrmals für das belgische Männermagazin P-Magazine.
Im April 2004 war Mertens in einen schweren Verkehrsunfall verwickelt: Sie stieß frontal mit einem anderen Wagen zusammen; der Fahrer des anderen Wagens erlag wenig später seinen Verletzungen. Im anschließenden Gerichtsverfahren wurde ihr die Verantwortung für den Unfall zugesprochen. Außerdem musste sie 30.000 € Schadenersatz zahlen.
Ende Mai 2014 wurde bekannt, dass Mertens Ende November 2014 von ihrem sechs Jahre jüngeren Freund ihr erstes Kind erwartet. Am 15. November 2014 wurde ihre Tochter geboren. Im Mai 2015 bestätigte Mertens das Ende der zweijährigen Beziehung zum Vater ihres Kindes. Am 7. April 2017 verstarb ihre Tochter Lio, nachdem bereits Ende 2015 Krebs diagnostiziert worden war.

## Diskografie
Die mit Milk Inc. entstandenen Singles und Alben sind nicht aufgeführt.

### Singles
| Jahr | Titel       | Chart-Position | Anmerkung |
| Jahr | Titel       | BE (Vl)        | Anmerkung |
| ---- | ----------- | -------------- | --- |
| 2001 | Oh Baby I   | 47             | mit Esther Sels, Kate Ryan, Maaike Moens (The Quest) und Pascale Feront (Absolom). Erstveröffentlichung: 2001. Coverversion – im Original von der britischen R&B-Girl-Band Eternal (1994) |
| 2007 | Getting Out | 45             | mit Jessy de Smet. Erstveröffentlichung: 21. Dezember 2007 |